# 地理視覺化
地理視覺化是指將地理空間資料分析並視覺化的的一系列方法。
就像是科學視覺化和資訊視覺化一樣，地理視覺化特別強調知識建構，而非在於知識記憶和資訊傳達。為了做到這個目標，利用地理視覺化來傳達空間資料時，會著重在於與人們已知的概念相連結，以幫助資料搜尋者可以更快的理解其意，並做出相對應的結論和判斷。